# توني إليس
توني إليس (بالإنجليزية: Tony Ellis)‏ (20 أكتوبر 1964 بسالفورد في المملكة المتحدة - ) هو لاعب كرة قدم بريطاني في مركز الهجوم.

## مسيرته الكروية
لعب مع أولدهام أثلتيك وبريستون نورث إيند وستوك سيتي وستوكبورت كونتي ونادي بلاكبول ونادي بوري ونادي بيرنلي ونادي روتشديل ونادي هايد إف سي وMossley A.F.C. ‏ وليه جنيسيس ‏.

## وصلات خارجية
- توني إليس على موقع قاعدة بيانات كرة القدم.إي يو (الإنجليزية)
- توني إليس على موقع Soccerbase.com (لاعب) (الإنجليزية)
- توني إليس على موقع عالم كرة القدم.نت (الإنجليزية)